# Óscar Lagos
Óscar Lagos (Villa de San Francisco, 17 de junho de 1973) é um ex-futebolista hondurenho que atuava como meia.

## Carreira
Óscar Lagos integrou a Seleção Hondurenha de Futebol na Copa América de 2001.

## Títulos
Seleção Hondurenha
- Copa América de 2001: 3º Lugar